# Кода, Сёсэй
Сёсэй Кода (яп. 香田 証生 Ко:да Сё:сэй, 29 ноября 1979 — 29 октября 2004) — японский гражданин, похищенный и позже обезглавленный в Ираке 29 октября 2004 года во время турпоездки по стране. Его родители состояли в Объединённой Церкви Христа. Сёсэй проигнорировал их совет не ехать в страну и 19 октября 2004 года приехал в Ирак, чтобы увидеть происходящее.

## Захват и казнь
Захватчики из иракской Аль-Каиды требовали от японского правительства вывода своих войск из Ирака в течение 48 часов. Премьер-министр Японии Дзюнъитиро Коидзуми отверг это требование, сказав, что Япония не пойдёт на поводу у террористов.
На видеозаписи убийства, показанной аль-Джазирой, показаны 3 стоящих боевика, перед которыми на американском флаге сидит заложник со связанными руками и с маской на глазах. Боевик за его спиной читает речь, длящуюся 2 минуты 10 секунд. После этого они валят Сёсэя на землю и удерживают его в таком положении, начиная отрезать ему голову. Во время обезглавливания они распевают такбир. Видео кончается кадрами с окровавленным телом Сёсэя, на котором лежит его отрезанная голова, после чего следует несколько кадров с плакатом иракской Аль-Каиды. Его тело лежало на окровавленном американском флаге.
Через несколько дней его тело нашли в Багдаде в районе улицы Хайфа. Смерть вызвала смешанную реакцию в самой Японии. Большинство людей были возмущены и шокированы убийством, но нашлись и те, кто раскритиковали действия Коидзуми и самой жертвы.

## Расследование
Один из террористов, 26-летний Хусейн Фахами, захваченный сотрудниками МВД Ирака, в интервью японскому телеканалу NHK сказал, что японца схватили из-за подозрения в шпионаже, а также из-за отказа Японии вывести свой военный контингент из Ирака. По его словам, какой-то иорданец, подчиняющийся аз-Заркави, заплатил ему 200 тысяч иракских динаров за захват. Те схватили японца, когда тот после обеда выходил из пригородного ресторана. Он сказал, что в отношении японца не было никаких пыток, тот всё время умолял отпустить его. Однако пресс-секретарь внешнеполитического ведомства Японии Хацухиса Такасима заявил, что следы пыток всё же были обнаружены, а смерть наступила от двух пулевых ранений. Всё время, пока не подтвердилась смерть, родители Сёсэя выступали по телевидению, призывая отпустить сына. По сообщению «Ассошиэйтед Пресс», террористы заявили, что японцы предлагали за Сёсэя выкуп в несколько миллионов долларов, но те отказались.